# Dipartimento di Dababa
Il dipartimento di Dababa è un dipartimento del Ciad facente parte della provincia di Hadjer-Lamis. Il capoluogo è Bokoro.

## Comuni
Il dipartimento comprende i seguenti comuni:
- Bokoro
- Gama
- Maïgana
- Arboutchatak